# Хреново (Копнинское сельское поселение)
Хре́ново — деревня в Собинском районе Владимирской области России, входит в состав Копнинского сельского поселения.

## География
Деревня расположена на берегу речки Ундолка в 1,5 км на юг от города Лакинск и в 8 км на северо-запад от райцентра города Собинка.

## История
В конце XIX — начале XX века деревня входила в состав Ундольской волости Владимирского уезда, с 1926 года — в Собинской волости. В 1859 году в деревне числилось 68 дворов, в 1905 году — 862 дворов, в 1926 году — 252 хозяйств.
С 1929 года деревня входила в состав Алексеевского сельсовета Собинского района, с 1965 года — в составе Копнинского сельсовета.

## Население
| 1859 | 1905 | 1926 |
| ---- | ---- | ---- |
| 400  | 510  | 707  |

| 1859 | 1905 | 1926 | 2002 | 2010 | 2021 |
| ---- | ---- | ---- | ---- | ---- | ---- |
| 400  | ↗510 | ↗707 | ↘127 | ↘105 | ↘103 |